# Церква Богоявлення Господнього (мур.) (с. Юнашків)
Церква Богоявлення Господнього — церква в селі Юнашків, яка була збудована у 1937 році. Пам'ятка архітектури місцевого значення № 884.

## Історія
Найдавніші згадки про церкву в селі походять з люстрації Руського воєводства 1564—1565 рр., де село назване Ігнашків. Невідомо, коли була збудована перша церква. В акті візитації 1756 року теж не вказано року будови існуючої на той час церковної будівлі. Відзначено лише, що церква дерев'яна, з однією банею, стара, бо у замках порозходилися у вівтарі, без підлоги. Іконостас у ній був повний, добре мальований.
Як подає інвентар 1836 року, у 1776 р. була зведена наступна дерев'яна будівля. У 1836 р. при ній збудовано нову дзвіницю. Ця церква згоріла разом із внутрішнім вистроєм у 1855 р. На її місці у 1858 р. зведено нову з дерева, на мурованому з каменю фундаменті. Ця церква була знищена у 1915 р. під час проходження лінії фронту Першої світової війни через село. На її місці зведено тимчасову будівлю з військового бараку.
Весною 1938 р. коштом громади та колятора Елеонори Бєльської розпочато будівництво нової мурованої церкви, присвячене 950-літтю Хрещення Русі. 26 червня 1938 р. освячено закладку наріжного каменя під нову муровану церкву. Проект її виконав у 1937 р. рогатинський повітовий архітектор Роман Грицай. Надзір над будівництвом зі сторони будівельного комітету вів Михайло Дзера. За будівництвом наглядав будівельний технік Онисифор Ромельський. Завершена споруда була благословенна у грудні 1938 р.

## Опис
Церква розташована посеред села на узвишші. Мурована, хрещата однобанна споруда, з гранчастим вівтарем і прямокутними укороченими бічними раменами і бабинцем. На видимому ззовні четверику поставлено низький дерев'яний світловий восьмерик, вкритий шоломною банею, яка увінчана ажурним ліхтарем з маківкою. Гребені п'ятисхилого даху вівтаря і двосхилих причілкових дахів з начілками бічних рамен та бабинця сягають середини восьмерика. Кутаси стін четверика нави прикриті двосхилими дашками. В гладких тинькованих стінах прорізані півциркульно завершені вузькі вікна, декоровані профільованими архівольтами. На таблиці південного рамена розміщена дата «1938».
В інтер'єрі рамена перекриті півциркульними склепіннями. Хори розташовані в бабинці. Чотириярусний іконостас у вигляді трапеції і стінопис походять з середини 1970-х рр.
На південний схід від церкви розташована мурована дзвіниця. Два стовпи, декоровані колонами, вкриті низеньким наметовим дахом, з якого виростає велика шоломова баня з маківкою. Дзвони підвішені між стовпами.